# Combate de Juchitepec
La Batalla de Juchitepec tuvo lugar el 3 de abril de 1822, en Juchitepec (México), entre elementos del Ejército Imperial Mexicano al mando del coronel Anastasio Bustamante contra tropas del ejército español durante los Intentos de Reconquista en México.

## La batalla
Los que se encontraban a favor del virreinato español, intentaron unir en abril de 1822 a las tropas realistas acampadas en Texcoco con las del Regimiento de Castilla, en Cuernavaca  y las cuatro compañías del Regimiento de Zaragoza en Nopalucan, que estaban por salir del país. Por indicaciones de Agustín de Iturbide, Bustamante libró la batalla de Juchitepec, lugar situado en Milpa Alta, donde logró una gran victoria y con ello evitó que se restableciera el antiguo régimen colonial. 
Se había ordenado que diversas fuerzas se incorporasen a los 300 dragones de Bustamante para ayudarle, pero éste, impaciente, se lanzó sin más refuerzos al combate con un ímpetu tal, que no obstante la superioridad numérica, de posición y de que Bustamante no contaba con infantería, logró en breves momentos desorganizar las fuerzas enemigas. 
Su capitulación fue uno de los más importantes hechos de armas, pues significó un triunfo para los independentistas, y una señal de que los españoles ya no tenían posibilidades de seguir gobernando, mensaje que tuvieron que entender y aceptar todas aquellas personas que estaban a favor de ellos, especialmente los españoles propiamente dichos y algunos criollos conservadores.
Las tropas españolas, que ya solo controlaban San Juan de Ulúa, saldrían de Veracruz hacia La Habana en dos flotas el 6 y el 15 de abril.